# Arcanum (Esoterik)
Das Arcanum oder große Arkanum (abgeleitet von lateinisch arcanum = Geheimnis) bezeichnet unter anderem im esoterischen Zusammenhang einen Begriff aus der Alchemie. Autoren wie Jakob Böhme oder Paracelsus haben ihn verschiedentlich in ihren Schriften benutzt, und Emanuel Swedenborg hat ihn als Titel seines Hauptwerkes verwendet.

## Begriffsbestimmung
Über seine genauere Bedeutung ist aber wenig bekannt. Das Arcanum galt seiner Natur nach offenbar als Bestandteil oder Gesamtbezeichnung einer Geheimlehre. Theoretisch kann der Begriff zweierlei Bedeutung haben, nämlich zum einen den einer ganz bestimmten Sache, auf die er sich bezieht, die jedoch geheim ist, und zum anderen den einer weniger präzisierten sprachlichen Verwendung im Sinne von ‚geheim‘ (lat.: arcanum), wobei er zwar jeweils auf unterschiedliche Dinge bezogen sein kann, die jedoch in einem mehr oder weniger bestimmten Kontext (Vorgänge, Zusammenhänge) stehen, der selbst als „hermetisch“ gilt. Der erste Fall hätte ein präzises Wissen vorausgesetzt, der zweite lediglich eine allgemeine Bedeutungsvermutung. Die wenigen überlieferten indirekten Quellen sind Erwähnungen in den Schriften historisch bekannter Persönlichkeiten, die den Alchemisten zumindest zeitlich noch nahestanden, obwohl nicht bekannt ist, wie unmittelbar ihr Zugang zu bestimmten hermetischen Lehren wirklich war. Diese indirekten Quellen verwendeten den Begriff in unterschiedlichen Zusammenhängen, die nur annähernd miteinander in Deckung zu bringen sind. Dieser Verwendung gemäß wäre die erstere Möglichkeit, dass sich der Begriff auf einen ganz bestimmten Zusammenhang bezog, auszuschließen. Das ist allerdings nicht zwingend, sodass die neuerdings in der Esoterik oft behauptete Bedeutung im Sinne einer allgemeinen Mysterien- und Geheimlehre oder auch eines Präparates, dessen Bestandteile nicht mitgeteilt wurden und das u. a. zur Herstellung des „Steines der Weisen“ diente bzw. der Begriff allgemein die verborgenen Kräfte der Natur bezeichnete, nicht auszuschließen ist. Die indirekten Quellen, die sich nachweislich auf den Begriff ‚Arcanum‘ beziehen, bestätigen das aber nicht.

## Nachweisliche Verwendung des Begriffs
- Der Arzt Theophrastus Bombast von Hohenheim, genannt Paracelsus war selbst auch Alchemist. Er verwendete den Begriff medizinisch im Sinne eines richtigen Dosierungsmaßes eines Präparates zur Bestimmung des Überganges von der Heilwirkung zum Gift. Diese Bestimmung war für ihn auch wichtig für die richtige Dosierung der Bestandteile des Menschenblutes vor allem im Zusammenhang seiner sehr genauen Rezeptur zur Herstellung von künstlichen Menschen in der Retorte, den sogenannten Homunculi.
- Der sogenannte ‚Philosophus Teutonicus‘ Jakob Böhme verwendete den Begriff mehrfach in seinen Theosophischen Sendbriefen im Sinne einer geheimen Prozedur und dem damit verbundenen geheimen Wissen, das nur den dafür vorbestimmten Menschen offenbart würde.
- Der französische Philosoph Pierre Gassendi verwendete den Begriff in einem falsifizierenden Sinn bezogen auf den englischen Mystiker Robert Fludd, indem er in seiner Schrift Epistolica Exercitatio dessen (wie auch die von anderen Alchemisten vorgetragene) Behauptung zurückwies, die von mysteria der religio sowie vom arcanum sprächen, indem sie es gleichsam mit Mitteln der Religion beschrieben.
- Der bekannte Mystiker des 18. Jahrhunderts, Emanuel Swedenborg hat sein Hauptwerk Arcana Coelestia genannt (deutsch: „Himmlische Geheimnisse“). Es geht darin um die prinzipielle Erkenntnis, dass Gleiches zu Gleichem kommt – Gutes zu Gutem und Böses zu Bösem.
- Adam Friedrich Böhme (Herausgeber eines Buches aus dem Jahr 1782) verwendete den Begriff zur Bezeichnung eines ‚Menschenkernes‘: In den Menschen sei ein sonderbares „Arcanum medicinale“ gelegt worden, das ihn „unter allen Animalibus“ besonders auszeichne.

## Indirekter Bezug
Um eine zumindest ungefähre Vorstellung des Rahmens zu geben, in dem der Begriff eine sonst mögliche allgemeine Bedeutung hatte, könnte neben der Bedeutung, die ihm Jacob Böhme sowie sein späterer Namensvetter gaben (nämlich als zentrale Ingredienz des Menschen – siehe auch nachfolgende Zitate) ebenso der Hinweis auf Robert Fludd dazu dienen, eine Verwendung des Begriffs im Zusammenhang mit der Homunculus-Rezeptur nahezulegen, da diese nicht nur bei Paracelsus, sondern eben auch bei Fludd eine wichtige Rolle spielte, bei diesem allerdings vornehmlich im Zusammenhang mit seiner kosmologischen Philosophie, in der er den Menschen als Prinzip mit dem ganzen Universum verband. Diese Kosmologie erinnert in ihrer von Fludd ausgeführten bildlichen Darstellung an andere Darstellungen der sog. ‚Anima mundi‘ (Weltseele). Das wiederum könnte einen Hinweis auf den größeren allgemeinen Sinnzusammengang geben, in dem der Arcanum-Begriff von Swedenborg verstanden wurde. Dieser nämlich hat eine ganz ähnliche Philosophie vertreten, die ihrerseits wichtige Elemente der neuplatonischen Philosophie namentlich bei Plotin enthält.
Böhmes Hinweisen zufolge hatte der Begriff auch die allgemeine Bedeutung einer geheimen und nur besonderen Eingeweihten zugänglichen spirituellen Lehre, die entweder unmittelbar weitergegeben wurde oder aber die eigene Suche wegen der damit verbundenen Bemühung für ein probates Mittel der Erkenntnisgewinnung betrachtete („Der Weg ist das Ziel“). Diese Suche war für die Alchemisten gemäß ihrem Verständnis der Transmutation zumindest indirekt gleichzusetzen mit der Suche nach dem „Stein der Weisen“. Vielfach wird angenommen, dass diese Suche weniger dem Ziel der Umwandlung wertloser Metalle in Gold als vielmehr der Selbsterkenntnis und Selbstvervollkommnung galt. Ein durchgehendes Thema war dabei offensichtlich die Einheit von Mensch und Kosmos, die die praktizierenden Alchemisten mit der Suche nach einer höheren Selbstidentität verbanden. Die Überlieferung, dass sie im Labor mit Tiegeln und Retorten arbeiteten, heißt also nicht unbedingt, dass sie dabei im gleichen Sinne arbeiteten wie heutige Chemiker.
Während Böhme aber den Begriff nur mystisch und theosophisch (Menschen-thematisch, Rudolf Steiner würde sagen: „anthroposophisch“) verwendete, bezog Paracelsus ihn in einem ganz ähnlichen Sinn auf medizinische und magische Rezepturen. Fludd wiederum stellte ähnliche Rezepturen in einen kosmologischen Zusammenhang und gab damit – allerdings nur insofern – den Stab weiter an Swedenborg, der den Zusammenhang mit der allgemein-neuplatonischen Philosophie erahnbar machte. Das allen gemeinsame Thema war dabei das, was sich als das tiefere Geheimnis der Menschennatur und namentlich des Menschen in Bezug auf dessen Einfügung oder Spiegelung im Kosmos darstellte. Wer dieses Geheimnis der Rezeptur seines Wesenskernes kannte, war nach der Auffassung einiger Alchemisten, wie es zumindest durch Paracelsus verbürgt ist, auch in der Lage, einen Menschen künstlich herzustellen.

## Verwendung des Begriffs bei Paracelsus, Böhme, Fludd und Swedenborg

### Paracelsus
Der Begriff „arcanum“ wurde durch Paracelsus zu einem festen Terminus der Arzneimitteltheorie: „Arcana“ sind für ihn die vom weisen Arzt und Philosoph zu erkennenden „virtutes“ (Heilkräfte), die der „forma“ der materiellen Welt, den Heilpflanzen und Heilmineralien unter anderem eingegeben werden und die in diesen sich durch die „signatur“ auszudrücken vermögen. Diese „arcana“ konnten nicht nur den Leib, sondern auch den Geist des Patienten heilen. Als „arcana“ bezeichnete Paracelsus aber auch einzelne zusammengesetzte, vor allem chemische Heilmittel, deren Zusammensetzung geheim gehalten wurde.
Einen möglichen Hinweis zum Verständnis des Arcanum-Themas gibt Paracelsus, der es einerseits als das richtige Dosierungsmaß zur Unterscheidung von Gift und Heilmittel verstand: „Wenn auch ein Ding ein Gift ist, kann es in die Form eines ungiftigen Dinges gebracht werden […] Glühe (Arsenik) mit sale nitri (Salpeter), dann ist es kein Gift mehr. […] Ich scheide das, was nicht ein Arcanum ist, von dem, was ein Arcanum ist, und ich gebe die richtige Dosis vom Arcanum“. Andererseits klingt das Thema bei Paracelsus besonders im Zusammenhang mit der Blutzusammensetzung in seiner Homunculus-Rezeptur an. Hier scheint es eine gewisse Überlagerung der inneren und äußeren Suche zu geben: Die Suche nach dem inneren Selbst und die Herstellung eines künstlichen Menschen erfahren dabei eine thematische Überlagerung. Die Herstellung eines Homunculus, die später durch Goethes Faust II so bekannt wurde, lässt sich tatsächlich – ausdrücklich – zum ersten Mal bei Paracelsus nachweisen, der sich selbst noch als Alchemist bezeichnete, obwohl er sich keineswegs mehr an deren hermetische Verschlossenheit gebunden fühlte, sondern ganz im Gegenteil ein äußerst umfangreiches Schrifttum hinterlassen hat. Gerade das macht ihn aber zu einem wertvollen Übergangszeugen, da er auch zeitlich noch der fraglichen Tradition nahestand.
Für Paracelsus war das Arcanum zwar nicht ausdrücklich, aber sinngemäß synonym mit den verborgenen Kräften der Natur, die sich nur dem systematischen Sucher erschlossen. Damit verbunden war bei ihm eben das Homunculus-Prinzip, das dem Kern eines beseelten Lebewesens entsprach, das mit Hilfe bestimmter alchemistischer Rezepturen in der Retorte zu einem künstlichen oder auch völlig natürlichen Menschen herangezüchtet werden konnte. Die Rezeptur gab er in seiner Schrift De natura rerum (1538) bekannt, der gemäß die Ingredienzien dazu unter anderem Urin, Sperma und Blut waren, aus denen innerhalb einer Frist von etwa 40 Tagen ein menschliches Wesen entstehen sollte. Was sich dann rege, sei „einem Menschen gleich, doch durchsichtig“. 40 Tage lang müsse man dieses Wesen bei konstanter Wärme mit dem Arcanum des Menschenbluts nähren, und schließlich werde ein menschliches Kind entstehen, jedoch viel kleiner als ein natürlich geborenes Kind.
Es ist zwar umstritten, wie weit diese Rezeptur bereits auf vorausgehender alchemistischer Überlieferung beruhte, doch gibt es mehrere indirekte Hinweise darauf, dass zumindest die Homunculus-Praktiken als solche ein Grundelement der Alchemie waren. Die bisweilen kolportierte gegenteilige Behauptung, dass sich die Alchemisten lediglich allegorisch mit der Herstellung von Homunculi befasst hätten, lässt sich zumindest ebenso wenig belegen und wäre auch eher unwahrscheinlich, solange an der Überlieferung ihrer laborpraktischen Methoden festgehalten wird.

### Jakob Böhme
Auch für den bereits erwähnten ‚Philosophus teutonicus‘ Jakob Böhme war der Mensch als Spiegel des Kosmos und seine in diesem Sinne geleitete Selbstergründung das eigentlich zentrale Thema seiner Philosophie, und gerade in der Anweisung, wie er das zu vollbringen hatte und was dabei als Ergebnis für ihn entstand, lag bei ihm das ‚große Arcanum‘: „Denn das Buch, da alle Heimlichkeit innen lieget, ist der Mensch selber. Er ist selber das Buch des Wesens aller Wesen, dieweilen er die Gleichheit der Gottheit ist. Das große Arcanum lieget in ihm. Allein das Offenbaren gehöret dem Geiste Gottes.“ Böhme führt unter diesem Bezug wiederholt aus, dass der Mensch, sofern er sich damit begnüge, die Wahrheit ohne tiefere Ergründung allein in der Erscheinungswelt zu suchen, er sie darin ebenso wenig finden werde wie sich selbst. Denn wie Goethe später sagte, kennt der Mensch sich selbst nur, indem er die Welt kennt – und umgekehrt. Böhme: „Es kann sich ein Mensch von Mutterleibe an im ganzen Laufe seiner Zeit in dieser Welt nichts fürnehmen, das ihm nützlicher und nötiger sei als dieses, daß er sich selbst recht lerne erkennen: 1) was er sei; 2) woraus oder von wem?; 3) wozu er geschaffen worden; 4) was sein Amt sei […]“. Wenn der Mensch es dabei belässt, sich lediglich an die Außenwelt zu binden, so „läuft er in der Schöpfung hin und her und schaut sie an wie die Kuh eine neue Stalltür und betrachtet sich selbst niemals, nicht was er selbst ist“. Das wirft, soweit es zumindest aus dem o. g. Zitat entnommen werden kann, ein bezeichnendes Licht auf sein Arcanum-Verständnis: Für Böhme waren Mensch, Welt und Natur im Grunde eines: Seine Selbsterkenntnis entspricht der Perspektive eines Hologrammtäfelchens, in dem man nicht nur einen Teilausschnitt, sondern die ganze Welt erblickt, wenn auch vielleicht etwas unklar. Das wiederum mag die Monaden-Lehre Leibniz’ beeinflusst haben.
Böhme verwendete den Begriff ‚Siegel Gottes‘ in seinem Sendbrief 28 synonym: „Es liegt das Siegel Gottes darin, dessen wahrem Grunde zu schweigen bei ewiger Strafe – es wisse denn einer gewiß, daß es nicht mißbraucht werde. Es gibt auch keine Macht, es zu erkennen, es sei denn, jemand weiß von sich aus, was er darin sucht. Es hilft keine Wissenschaft, es gebe denn einer dem anderen die Tinktur in die Hände; sonst mag er sie nicht präparieren, er stehe denn gewiß in der neuen Geburt […] Ein jeder muß das selber suchen. Es gebührt sich nicht, das Siegel Gottes zu brechen, denn es liegt ein feuriger Berg davor, deswegen ich mich ent-setze und warten muß, ob es Gottes Wille sei. Wie wollte ich denn andere davon ausführlich lehren?“

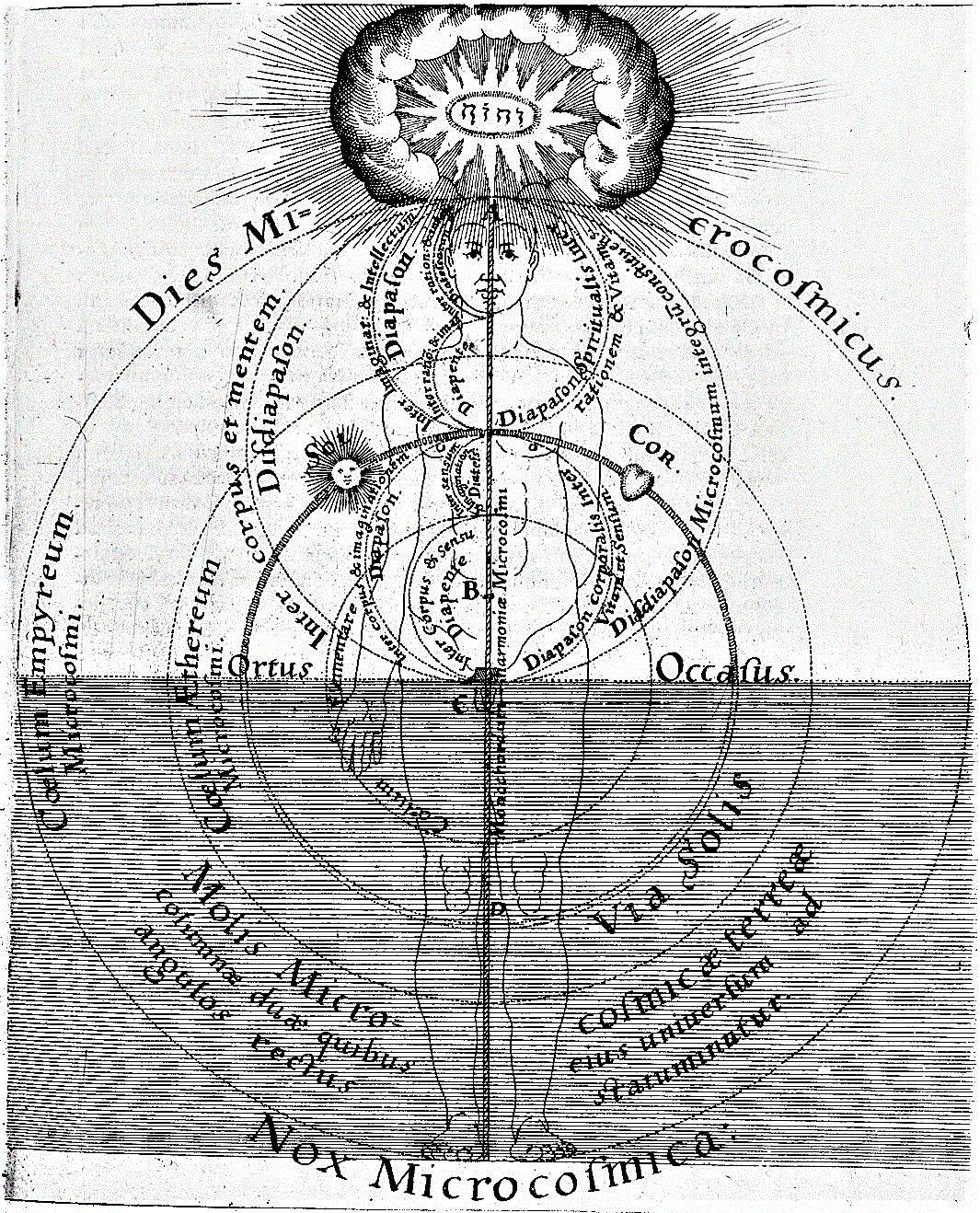
Der Mensch als Mikrokosmos

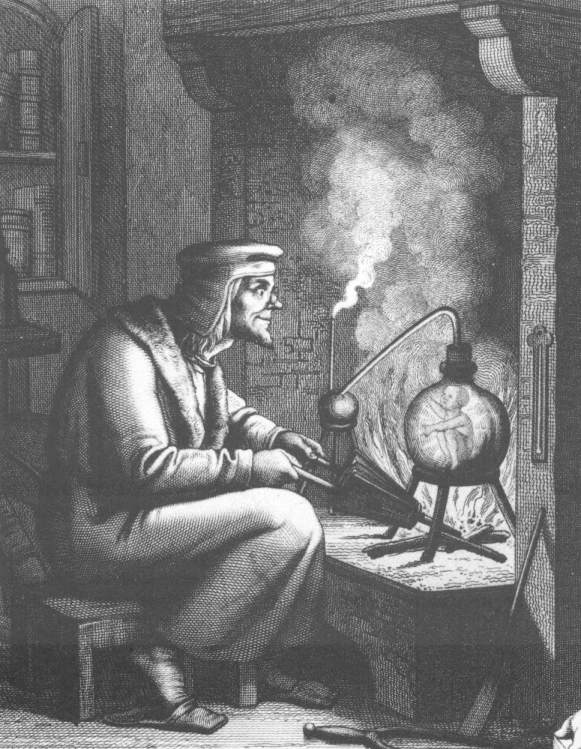
Herstellung des Homunculus im Alchemistenlabor

### Robert Fludd
Ein ihm sehr geistesverwandter Zeitgenosse Böhmes war der englische Mystiker Robert Fludd, der in seinem Hauptwerk: Utriusque cosmi maioris scilicet et minoris Metaphysica, physica atque technica Historia unter ständigem Bezug auf den Urvater der Alchemie, Hermes Trismegistos, seine Lehre der Verbindung von Makro- und Mikrokosmos darlegte, wobei mit dem Makrokosmos das gesamte Universum und mit dem Mikrokosmos der Mensch gemeint war. Damit verbunden war bei ihm eine spezielle Zahlenmystik in pythagoreischer Tradition, auf die sich auch Kepler bezog – allerdings in einer mehr mathematischen Methode, die er Fludd kritisch entgegenhielt. Auch für Fludd war der Mensch ein Spiegelbild des Kosmos, das er u. a. in anschaulichen Illustrationen dargestellt hat, die eine auffallende Ähnlichkeit zu bildlichen Darstellungen der sog. Anima mundi haben. Dieses auch als ‚Weltseele‘ benannte Prinzip geht auf Platon zurück und bezeichnet zumindest in Analogie die ganzheitliche Verbindung des Kosmos mit den irdischen Lebewesen und besonders dem Menschen. Wie schon erwähnt befasste auch Fludd sich mit Rezepturen zur Herstellung von Homunculi.

### Emanuel Swedenborg
Diese Lehre wirkte auch bei Swedenborg nach, der ebenfalls von einer Art Mensch-Prinzip ausging, das im Universum als Archetypus schon vor der Entstehung des Menschen existierte und lediglich in ihm seinen höchsten Ausdruck fand. Auch für Swedenborg, der einen großen Einfluss auf Goethe ausgeübt hat, waren Mensch und Universum im Grunde eines: „Daß der gesamte Himmel einen Menschen darstellt und daher der Großmensch genannt wird, und daß Alles und Jedes am Menschen, sowohl Äußeres und Inneres, jenem Menschen oder Engel ent-spricht, ist ein in der Welt noch nicht bekanntes Geheimnis.“ Bezeichnenderweise steht das in der neuplatonischen Tradition, der sich auch später die sog. Deutschen Idealisten verpflichtet sahen, und findet sich bereits bei Plotin in dessen Schrift Der geistige Kosmos: „Da wir behaupten, daß dies All gleichsam nach dem Muster von jenem existiert, so muß in jenem Reich noch früher das All ein Lebewesen sein […]“. Das alles entspricht der Grundüberzeugung, dass es im Universum eine Art Mensch-Prinzip von Anfang an gegeben hat, das sich erst später im Menschen vollendete. Wenn das richtig wäre, so läge es eben nahe, von Menschenkeimen auszugehen, die vielleicht in den menschlichen Genen verankert sind, aber vor allem auch erst zu deren Manifestierung führten.